# Međeđa (gmina Kozarska Dubica)
Međeđa (cyr. Међеђа) – wieś w Bośni i Hercegowinie, w Republice Serbskiej, w gminie Kozarska Dubica. W 2013 roku liczyła 566 mieszkańców.